# 玛格丽特·希姆莱

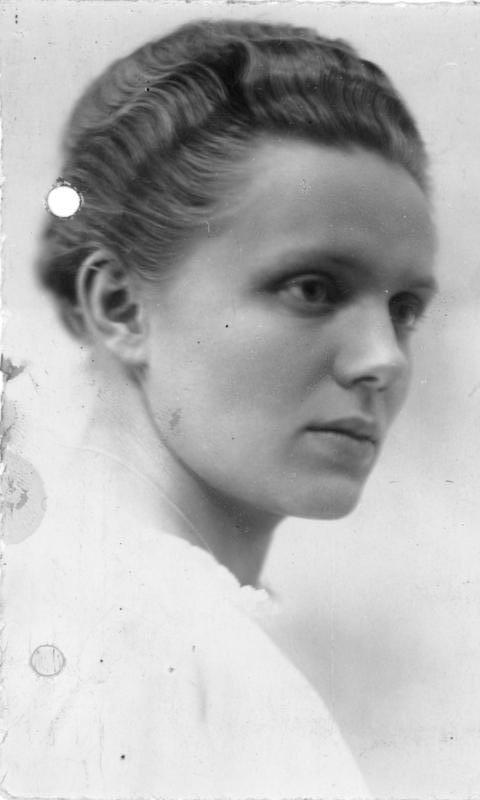
玛格丽特·希姆莱

玛格丽特·希姆莱（德語：Margarete Himmler；娘家姓博登 (Boden)；1893年9月9日—1967年8月25日），是纳粹德国党卫队全国领袖海因里希·希姆莱的妻子。

## 生平
玛格丽特·博登出生在比得哥什附近的村庄。第一次世界大战期间，她曾接受培训成为了护士，之后曾在战争最后时期在一所医院工作过。
她的第一次婚姻很短暂，没有子女。在父亲的经济支持下，她在柏林运营、管理着一所私人护理诊所。
1927年，希姆莱和玛格丽特相识。他们是在希姆莱的一次巡回演说后相见的，之后一直保持书信联系。
玛格丽特比希姆莱年长七岁，二人都对草药和顺势疗法感兴趣。丈夫经常和她谈起反犹太主义，经常向她表达对共产主义以及共济会员的仇视。在她写给希姆莱的一封信中（日期为1928年6月22日），她明确表达了自己的反犹主义思想，贬损和自己在柏林共同经营私人诊所的妇科医生、外科医生贝恩哈德·豪舍尔特（Bernhard Hauschildt）：“那个姓豪舍尔特的！这些犹太人都副一德行！
希姆莱和玛格丽特于1928年7月结婚。起初，希姆莱对向父母公开自己与玛格丽特的恋情一事很是为难，部分原因是她比自己大七岁，还因为她离过婚，而最令他难以启齿的则是她是个新教徒。婚礼那天，希姆莱家一个人都没去，给希姆莱当伴郎的是女方的父亲和兄弟。最终，希姆莱的父母还是接受了玛格丽特，但希姆莱家依然与她保持距离，一直如此。1929年8月8日，二人唯一的孩子古德龙·布尔维茨出生；他们还收养了一位男孩。
玛格丽特在1928年就加入纳粹党（党员证号97252）。前希特勒青年团领袖巴爾杜爾·馮·席拉赫曾在回忆录中称希姆莱一直都很“惧内”，在家中基本没话语权，对妻子言听计从。
在1938年的纽伦堡党代会期间，玛格丽特·希姆莱与大多数党卫队高官的夫人们都产生了矛盾，她们一致拒绝听命于她。根據羅伯·葛沃斯的說法，莉娜·海德里希“极度厌恶”玛格丽特，后者可能也同样反感莉娜。莉娜曾在战后接受《明镜周刊》记者采访时攻擊玛格丽特，说她是个“度量小，不懂幽默的金发女人”，还患有廣場恐懼症。
黑德维希·波特哈斯特于1936年起担任希姆莱的秘书，至1938年，她已成为他的情妇。她在1941年不再担任秘书职务。她和希姆莱育有两个私生子女。玛格丽特大约在1941年时知晓了丈夫的婚外情。此時玛格丽特已经和丈夫分居，她决定为了女儿而容忍他的不忠。
到了1939年12月，她已在第3军区（柏林-勃兰登堡）负责监管诸多医院。
1945年4月，希姆莱夫妇最后一次相见，當時他們在位于泰根湖畔格蒙德的住宅陪了陪女儿。
1945年，同盟國已逼近泰根湖畔格蒙德，玛格丽特带着女儿离开。在美国陆军于5月进攻意大利博尔扎诺后，玛格丽特和古德伦被逮捕。他们曾被关押在意大利、法国、德国境内的多座拘留营。被拘禁期间，玛格丽特曾接受审问，但盟军很快就明白了，她不知晓丈夫的公务。
1945年9月，纽伦堡审判期间，玛格丽特再度接受审问。由于未受起诉，她和女儿在1946年11月获释。
1948年，玛格丽特被定性为“轻犯”（第3类），须按规章接受去纳粹化。1950年，她雇律师反对当局对自己的定性，称自己虽较早加入纳粹党，但党员身份只是“名义上的”。她坚称自己虽然是党卫队全国领袖的妻子，但一直远离公众视野。。她的律师也坚称玛格丽特不应为丈夫的行为担责，称当局依然在搞连坐。终于，在1951年3月19日，她被分入“同路人”（第4类）。
又有人提出，她和女儿都因希姆莱的地位而获益。因此，巴伐利亚州州长再度开启针对玛格丽特的去纳粹化程序。这次程序的重点在于玛格丽特和希姆莱位于泰根湖畔格蒙德的住宅的所有权问题。1953年1月15日，在慕尼黑的最后一次针对玛格丽特的审判上，她被定性为纳粹政权受益者，由此被划入第2类（重犯），被判30天無償劳动。她还丧失了领取养老金权利和选举权。
玛格丽特在慕尼黑和女儿一起度过了人生的最后年月。